# InstaShop
InstaShop (en arabe: انستاشوب) est une entreprise fondée à Dubaï en 2015 qui offre un service de livraison à domicile de produits commandés en ligne.
Spécialisée d'abord dans la livraison de produits d'épicerie à domicile, elle s'est développée au fil des années en proposant le service de livraison à domicile à des milliers de magasins du Moyen-Orient, pour arriver enfin en Égypte et en Grèce, opérant actuellement dans 9 pays.
Après avoir été nommé par Forbes Middle East comme l'une des 100 meilleures startups, en août 2020 la totalité de l'actionnariat de la société a été acquise par la holding allemande Delivery Hero pour 318 millions d'euros,.
Parallèlement à l'acquisition par le multinationale allemande, l'application a progressivement élargi son offre, ajoutant d'autres catégories telles que les pharmacies, les restaurants, les articles de sport, les produits technologiques, les kiosques à journaux et les magasins de cosmétiques.